# 黒柳恒男
黒柳 恒男（くろやなぎ つねお、1925年6月2日 - 2014年8月30日）は、日本のペルシャ語学者・ペルシャ文学者、翻訳家。
日本国におけるペルシア語・ペルシア文学研究の礎を築き、普及に努めた
。アラビア語・ペルシア語・ウルドゥー語の辞書を編纂した。
東京外事専門学校卒。東京外国語大学助教授、教授、1989年定年退官、名誉教授、大東文化大学教授。

## 著書
- 『イラン 栄光の過去と現在』（泰流社） 1975
- 『ペルシア文芸思潮』（近藤出版社、世界史研究双書） 1977
- 『ペルシア語会話練習帳』（編、大学書林） 1980
- 『ペルシアの詩人たち』（東京新聞出版局、オリエント選書） 1980
- 『ペルシア語四週間』（大学書林） 1982
- 『ペルシア語の話』（大学書林） 1984
- 『ペルシア語辞典』（大学書林） 1988
- 『日本語ペルシア語辞典』（大学書林） 1992
- 『現代ペルシア語辞典』（大学書林） 1995
- 『アラビア語・ペルシア語・ウルドゥー語対照文法』（大学書林） 2002
- 『新ペルシア語大辞典』（大学書林） 2002
- 『アラビア語・ペルシア語・ウルドゥー語対照辞典』（大学書林） 2008
- 『ペルシア文芸思潮　増補新版』（東京外国語大学出版会） 2022

### 共著
- 『アラビア語入門』（飯森嘉助共著、泰流社） 1976
- 『現代アラビア語入門』（飯森嘉助共著、大学書林） 1999

## 翻訳
- 『カーブースの書(ケイ・カーウース) / 王書(フェルドゥスィー）』（筑摩書房、世界文学大系68 アラビア・ペルシア集） 1964
- 『王書 ペルシア英雄叙事詩』（フィルドゥスィー、平凡社 東洋文庫） 1969
- 『ペルシア逸話集』（平凡社 東洋文庫） 1969
- 『七王妃物語』（ニザーミー、平凡社 東洋文庫） 1971
- 『ハーフィズ詩集』（ハーフィズ、平凡社 東洋文庫） 1976
- 『勇者プーリア イランに古くから伝わる物語より』（アリー・アクバル・サーデギー絵、ほるぷ出版） 1979
- 『ペルシアの神話 王書より』（編訳、泰流社） 1980、新版1989
- 『ルバーイヤート』（オマル・ハイヤーム、訳注、大学書林） 1983
- 『お金のいらない町』（ファード・カーウード文、ファード・アルファティーフ絵、ほるぷ出版） 1985
- 『薔薇園（ゴレスターン）』（サアディー、訳注、大学書林） 1985
- 『王書 ソホラーブ物語』（フェルドウスィー、訳注、大学書林） 1987
- 『ハーフィズ抒情詩集』（ハーフィズ、訳注、大学書林） 1988
- 『果樹園(ブースターン) 中世イランの実践道徳詩集』（サアディー、平凡社 東洋文庫） 2010
- 『鳥の言葉 ペルシア神秘主義比喩物語詩』（アッタール、平凡社 東洋文庫） 2012